# 金沢良雄
金沢 良雄（かなざわ よしお、1910年8月4日 - 1987年1月6日）は、日本の法学者。専門は、経済法・公害・環境法。学位は、法学博士（東京大学・論文博士・1961年）（学位論文「水法論」）。成蹊大学名誉教授。東京大学法学部教授を歴任。1977年紫綬褒章受章。弁護士。大阪出身。「金澤良雄」とも表記される。

## 人物
1928年（昭和3年）旧制大阪府立今宮中学校卒業、1931年（昭和6年）旧制浪速高等学校卒業。1938年（昭和13年）東京帝国大学法学部卒。国際文化振興会、中央物価統制協力会議、内閣総合計画局、内閣調査局、東京大学嘱託を経て、1948年（昭和23年）東京大学法学部助教授。
1953年（昭和28年）北海道大学法経学部教授。1953年（昭和37年）同大法学部教授。1966年（昭和41年）母校に戻り東京大学法学部教授に就く。1971年（昭和46年）定年退官、成蹊大学教授。1972年（昭和47年）法学部長・大学院法学研究科長。1977年（昭和52年）紫綬褒章受章。1979年（昭和54年）定年退任。成蹊大学名誉教授の称号を授与される。東京にて弁護士登録。
この他、科学技術庁原子力委員会専門委員・参与、通商産業省産業構造審議会委員、経済企画庁国民生活審議会委員、独占禁止法研究会会長、環境省中央公害対策審議会委員など公職多数。

## 著書
- 『経済法』有斐閣　1961　法律学全集
- 『経済法』ダイヤモンド社　1961　経営全書
- 『国際経済法序説』有斐閣　1979
- 『独占禁止法の構造と運用』有斐閣　1979
- 『本来無一物』有斐閣　1982
- 『水資源制度論』有斐閣　1982
- 『経済法の史的考察』有斐閣　1985
- 『人生おちこち』有斐閣　1986
- 『芦ノ湖の水利権 元東大教授金沢良夫先生講演会の記録』改訂　芦ノ湖の水利権を考える会　1989

## 共編著・監修
- 『貿易関係附属法令集』編　日本評論社　1956
- 『経営法学全集』全20巻　石井照久,有泉亨共編　ダイヤモンド社　1965-68
- 『住宅問題講座』全9巻　共編　有斐閣　1968-71
- 『注釈公害法大系』全4巻（監修）日本評論社、1972-73
- 『法学入門』鵜飼信成,山田晟共編　有信堂　1975
- 『わが国における国際経済協力関係法の調査研究状況』桜井雅夫共編　アジア経済研究所　1977　経済協力調査資料
- 『水法論』三本木健治共著 水文学講座　共立出版　1979
- 『日独比較原子力法 第1回日独原子力法シンポジウム』編　第一法規出版　1980　エネルギー法研究シリーズ
- 『新・貿易関係法』編　日本評論社　1983